# Kiatprawut Saiwaeo
Kiatprawut Saiwaeo (Ubon Ratchathani, 24 gennaio 1986) è un ex calciatore thailandese, di ruolo difensore.

## Caratteristiche tecniche
È un difensore centrale, ma può agire anche come terzino sinistro.

## Carriera

### Club
Comincia a giocare in patria, al Chonburi. Nell'estate 2007 si trasferisce in Inghilterra, al Manchester City. Nel gennaio 2008, dopo non aver collezionato alcuna presenza con il Manchester City, viene prestato al Club Bruges, squadra della massima serie belga. Rientra dal prestito nell'estate 2008, dopo non aver collezionato alcuna presenza. Nell'estate 2008 torna in patria, al Chonburi. Nel 2014 viene acquistato dal Chiangrai United. Il 10 giugno 2017 rimane svincolato.

### Nazionale
Ha debuttato in Nazionale il 27 agosto 2006, nell'amichevole Thailandia-Indonesia (0-1). Ha partecipato, con la Nazionale, alla Coppa d'Asia 2007. Ha collezionato in totale, con la maglia della Nazionale, 11 presenze.